# Uranophora guatemalena
Uranophora guatemalena là một loài bướm đêm thuộc phân họ Arctiinae, họ Erebidae.